# Computus Runicus
Computus Runicus est un manuscrit basé sur un calendrier runique retrouvé en Gotland et datant de 1328. Ce calendrier basé sur les cycles lunaires est retranscrit au XVIIe siècle par l'historien Ole Worm. Il y ajoute des explications et tente d'interpréter certains symboles visibles sur le calendrier.